# Alexander Bílek
Alexander Bílek (20. ledna 1941 Drážďany, Německo – 20. dubna 2017 Praha) byl československý atlet-chodec na 20 a 50 km. V letech 1960 až 1972 patřil k nejlepším chodcům na světě.
Mistrem Československa v chůzi na 20 a 50 km se stal celkem třináctkrát, z toho desetkrát na 20 km a třikrát na 50 km. Mistrem České republiky v chůzi na 20 a 50 km se stal celkem sedmkrát, z toho čtyřikrát na 20 km a třikrát na trati 50 km. V době své závodní činnosti dosáhl mnoha československých rekordů nebo československých výkonů.

## Československé rekordy
- V roce 1967 v Opavě na dráze 20 km chůze za 1:28:04,8 hod.
- V roce 1969 v Ostravě na dráze 10 km 41:58:6 min.
- V roce 1969 v Liberci dvouhodinovka chůze na dráze, kdy ušel celkem 26,092 m

## Československé výkony
- V roce 1966 v Ostravě na silnici 10 km chůze za 41:56,4 min.
- V roce 1967 v Bratislavě na silnici 20 km chůze za 1:26:19,6 hod.

## Osobní rekord
- V roce 1971 v Helsinkách (Finsko) na silnici 50 km za 4:17:36,4 hod.

## Sportovní úspěchy
- Startoval v roce 1964 na OH v Tokiu, kde se v závodech na 20 km umístil na 11. místě a v závodech na 50 km na 20. místě[2]
- Předolympijské hry v roce 1967 v Mexiku: v závodu v chůzi na 20 km získal 4. místo
- V roce 1963 finále světového poháru národů „Lugano Trophy“ se v závodě v chůzi na 20 km v Sanremo (Itálie) umístil na 7. místě
- V roce 1967 celkově zvítězil v Havaně (Kuba) v chůzi na 20 km
- V roce 1969 celkově zvítězil v populárním chodeckém závodě „Praha-Poděbrady“ na 50 km
- V roce 1968 celkově zvítězil v Bregenzu v chodeckém závodě „Okolo Bodamského jezera“ na 15 km
- V roce 1969 celkově zvítězil ve Frankfurtu nad Mohanem v chodeckém závodě „Memoriál Alberta Schweitzera“ na 15 km chůze
- V roce 1969 celkově zvítězil v Paříži „Grand Prix Metropolitan“ v chůzi na 25 km
- V roce 1971 celkově zvítězil v Luganu (Švýcarsko) Grand Premio Lugano v chodeckém závodě na 10 km

Čtyřikrát startoval na Mistrovství Evropy v atletice:
- 1962, Bělehrad – 7. místo na 20 km chůze, 11. místo na 50 km chůze
- 1966, Budapešť – 13. místo na 50 km chůze
- 1969, Athény – 8. místo na 50 km chůze
- 1971, Helsinky – 12. místo na 50 km chůze

V letech 1960–1971 reprezentoval celkem v osmi mezistátních utkáních, např. Anglie, Francie, Německo, Bulharsko, Rumunsko, Polsko ad.
V roce 1973 byl oceněn ČSTV čestným titulem „Zasloužilý mistr sportu“ za vynikající sportovní výkony a mimořádné úspěchy, kterými proslavil československou tělesnou výchovu. 